# Albert Bassermann

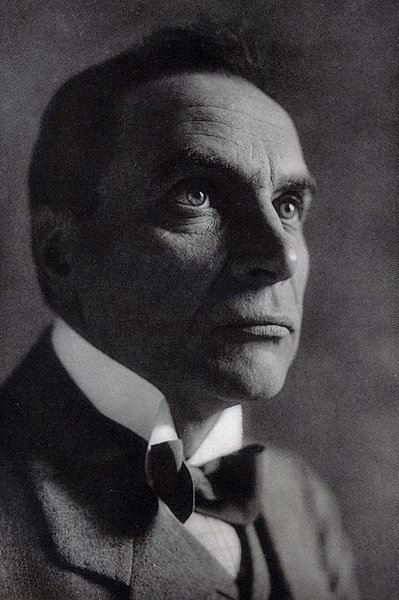
Albert Bassermann

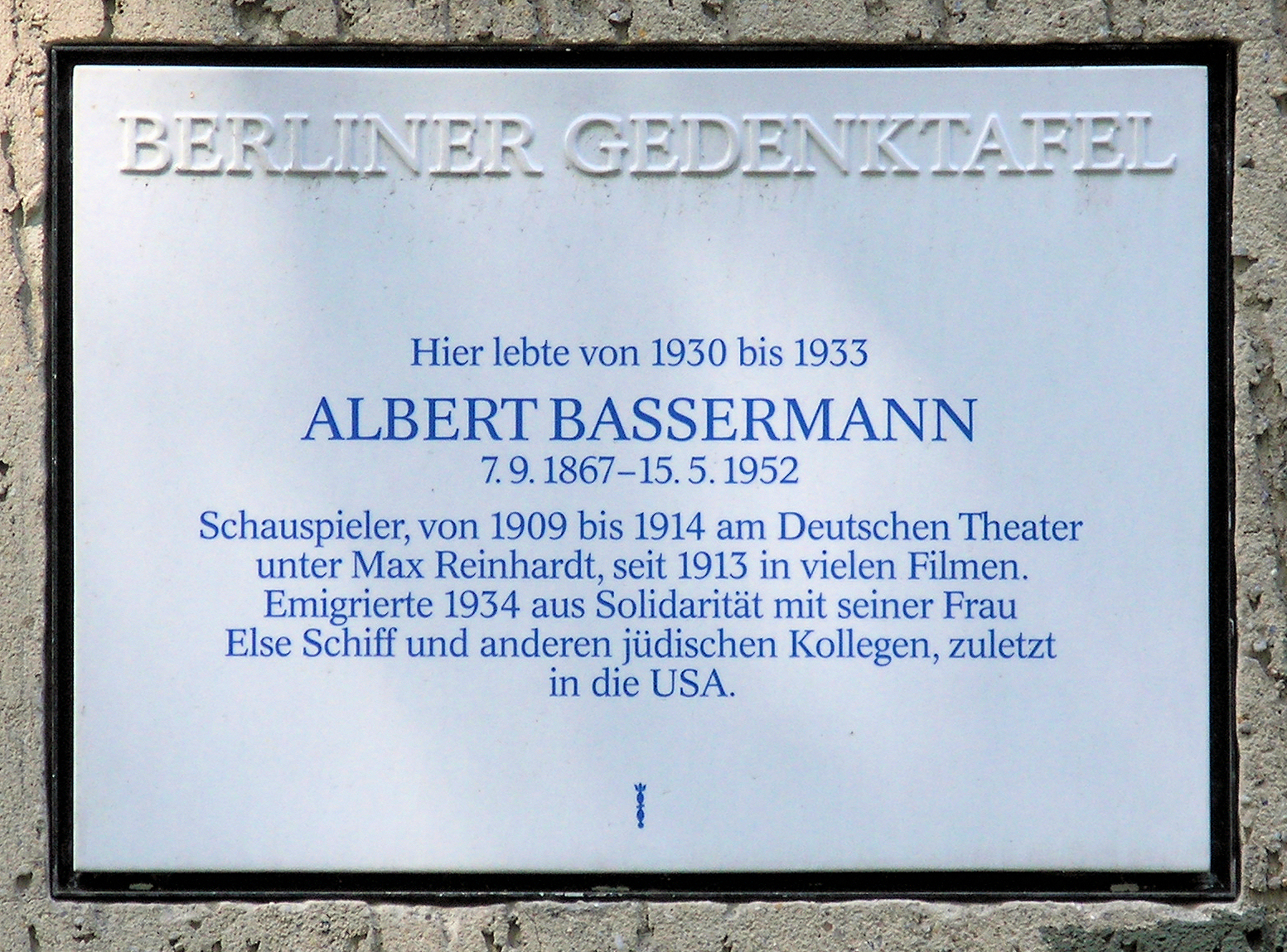
Berliner Gedenktafel am Haus Joachim-Friedrich-Straße 54, in Berlin-Wilmersdorf

Albert Bassermann (* 7. September 1867 in Mannheim; † 15. Mai 1952 auf dem Flug von New York nach Zürich) war ein deutscher Theater- und Filmschauspieler. Er galt seit Ende des 19. Jahrhunderts als einer der bedeutendsten deutschsprachigen Bühnenkünstler und war Träger des Iffland-Rings.

## Leben

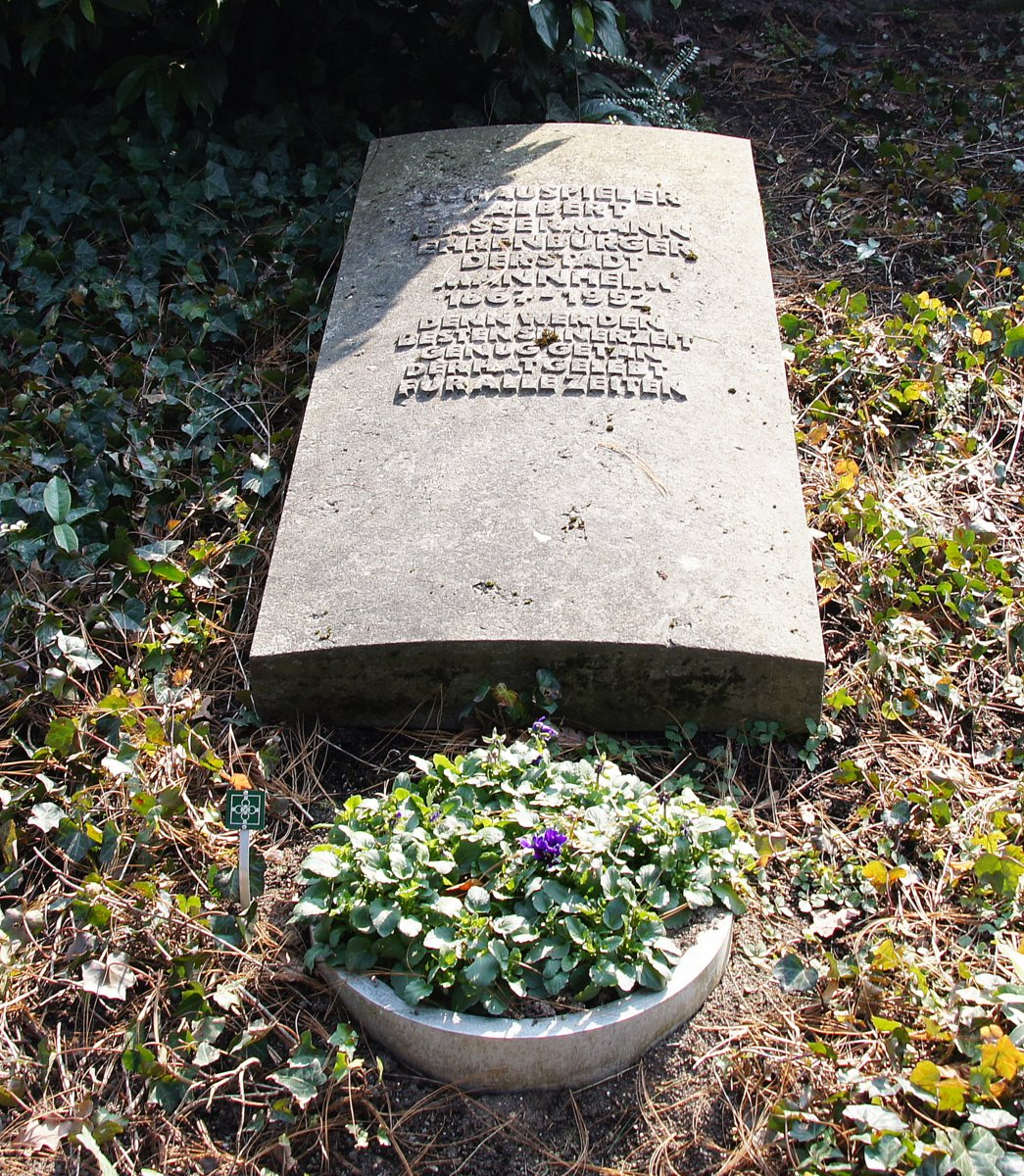
Grab Bassermanns in Mannheim

### Frühes Leben
Albert Bassermann entstammte der badisch-pfälzischen Kaufmannsfamilie Bassermann, er wurde als Sohn des Nähmaschinenfabrikanten Johann Wilhelm Bassermann (1839–1906) und dessen Frau Anna geb. Pfeiffer (1841–1902) in Mannheim geboren. Sein Onkel war der Schauspieler und Theaterintendant August Bassermann.
Bassermann machte zunächst eine kaufmännische Lehre und studierte von 1884 bis 1886 Chemie, bevor er 1887 mit einer Schauspielausbildung begann.

### Karriere in Deutschland
Nach Engagements in Mannheim und Basel war er vier Jahre am Hoftheater in Meiningen tätig, bevor er 1895 nach Berlin kam. Ab 1899 war er dort bei Otto Brahm engagiert (bis 1904 am Deutschen Theater und dann bis 1909 am Lessing-Theater). Max Reinhardt holte ihn 1909 bis 1915 erneut ans Deutsche Theater. Danach gehörte Bassermann keinem Ensemble mehr an und war freischaffend tätig.
Von Friedrich Haase erhielt Albert Bassermann 1911 den Iffland-Ring. Nach seinem Tode wurde der Ring, den Bassermann dem verstorbenen Alexander Moissi auf den Sarg legte, 1954 vom Kartellverband deutschsprachiger Bühnenangehöriger an Werner Krauß weitergegeben. Der Ring ist seitdem Eigentum der Republik Österreich.
Bassermann gehörte zu den ersten deutschen Theaterschauspielern, die sich für den Film engagierten. Bereits 1913 spielte er die Hauptrolle des Rechtsanwalts Hallers in Max Macks Der Andere (es war auch sein erster Film) nach dem gleichnamigen Theaterstück von Paul Lindau. Bei zahlreichen weiteren Filmauftritten im deutschen Stummfilm arbeitete er unter Richard Oswald, Ernst Lubitsch, Leopold Jessner und
Lupu Pick.

### Emigration und internationale Karriere
Bassermann, der an Hitlers Geburtstag am 20. April 1933 in der Uraufführung von Hanns Johsts Schauspiel Schlageter mitgewirkt hatte, verließ 1934 wegen seiner als Jüdin diskriminierten Frau, der Schauspielerin Else Bassermann, Deutschland und emigrierte zunächst nach Österreich. Nach dem Anschluss Österreichs an das nationalsozialistische Deutsche Reich verließ er am 13. März 1938 zusammen mit seiner Frau Else Wien und lebte ab da in den USA. In Hollywood wurde er, obwohl er die englische Sprache nur mit einem sehr starken Mannheimer Akzent beherrschte, ein gefragter Charakterdarsteller. Für seine Nebenrolle in Alfred Hitchcocks Der Auslandskorrespondent (1940) wurde Albert Bassermann für den Oscar nominiert. 1944 hatte er sein Bühnendebüt am Broadway in einem englischsprachigen Stück, als Papst in der Uraufführung der Bühnenbearbeitung von Franz Werfels Roman Der veruntreute Himmel.
Bassermann gehörte zu den 18 Künstlern, die in der im Juni 1939 erstellten geheimen Materialsammlung des Reichssicherheitshauptamts Erfassung führender Männer der Systemzeit aufgeführt sind. 
Nach dem Krieg trat Bassermann ab 1946 auch wieder in Europa auf. Bei einem Gastspiel am Wiener Volkstheater spielte er in Paul Osborns Der Himmel wartet (Der Tod im Apfelbaum) sowie in Henrik Ibsens Baumeister Solness und – „zugunsten der politischen Opfer des Naziterrors“ – in Ibsens Gespenster jeweils in der Regie von Walter Firner und im Bühnenbild von Gustav Manker. Der Premiere wohnten Bundespräsident Karl Renner, Bundeskanzler Leopold Figl, Wiens Bürgermeister Theodor Körner sowie Vertreter der vier alliierten Besatzungsmächte bei. Allerdings war Bassermann angeblich, wie Fritz Kortner es formulierte, als „gebrochener Greis (...) zurückgekehrt. Das Publikum konnte sich für den schon Sterbenden nicht mehr erwärmen“. Trotzdem nahm Bassermann in seinen letzten Lebensjahren oft am Tourneetheater teil und hatte auch zahlreiche deutschsprachige Hörspielrollen: unter anderem Michael Kramer in dem gleichnamigen Drama, Vater Knie (Katharina Knie), Striese (Der Raub der Sabinerinnen), Nathan (Nathan der Weise), Attinghausen (Wilhelm Tell).
Weiterhin spielte er auch in Amerika und pendelte arbeitshalber zwischen der neuen und der alten Heimat hin und her. Seine letzte Filmrolle spielte er 1948 in dem legendären britischen Ballettfilm Die roten Schuhe.

### Privatleben und Tod
Bassermann, der seit 1908 mit Else Bassermann, gebürtig Elisabeth Sara Schiff (1878–1961), verheiratet und Vater einer Tochter war, starb im Mai 1952 auf einem Flug von New York nach Zürich. Er ist auf dem Hauptfriedhof Mannheim beerdigt. Die Geburtsstadt von Albert Bassermann benannte eine Straße nach ihm. Seine Tochter Carmen verunglückte 1970 bei einem Verkehrsunfall tödlich.
Auf seinem Grab liegt eine tonnengewölbte Grabplatte aus Muschelkalk.
Bassermann hinterließ bei seinem Tod eine Taschenuhr, die sogenannte Albert-Bassermann-Uhr, die auf seinen Wunsch hin 1952 der Schauspieler Martin Held als Anerkennung seiner Kunst erhielt. Diese Uhr wurde seitdem an den Schauspieler Martin Benrath und dann an den Hörspielregisseur und langjährigen Leiter des Süddeutschen Rundfunks Otto Düben weitervererbt. Derzeitiger Träger ist seit dem 1. Mai 2012 der Schauspieler Ulrich Matthes.

## Auszeichnungen & Ehrungen
- 1911: Iffland-Ring
- 1929: Ehrenbürger von Mannheim
- 1944: Oscar-Nominierung (Nebendarsteller) für Der Auslandskorrespondent
- 1946: Bürger der Stadt Wien[8]
- 1947: Ernennung durch den österreichischen Bundespräsidenten Karl Renner zum Professor[9]
- 1949: Schiller-Plakette der Stadt Mannheim
- Ehrenmitglied Deutsches Theater Berlin[10]

Zudem war er Ehrenmitglied der Genossenschaft Deutscher Bühnen-Angehöriger.
Der Bassermannweg in Berlin-Lichterfelde ist nach Albert Bassermann benannt.

## Filmografie (Auswahl)
- 1913: Der Andere
- 1913: Der letzte Tag
- 1913: Der König (auch Drehbuch)
- 1914: Das Urteil des Arztes
- 1917: Du sollst keine anderen Götter haben
- 1917: Herr und Diener
- 1917: Der eiserne Wille
- 1918: Vater und Sohn
- 1918: Dr. Schotte
- 1918: Die Brüder von Zaarden
- 1918: Lorenzo Burghardt
- 1919: Puppen des Todes
- 1919: Der letzte Zeuge
- 1919: Das Werk seines Lebens
- 1919: Eine schwache Stunde
- 1919: Die Duplizität der Ereignisse
- 1920: Der Frauenarzt
- 1920: Die Stimme
- 1920: Die Söhne des Grafen Dossy
- 1920: Masken
- 1921: Die Nächte des Cornelius Brouwer
- 1921: Brennendes Land
- 1921: Die kleine Dagmar
- 1922: Frauenopfer
- 1922: Das Weib des Pharao
- 1922: Lucrezia Borgia
- 1922: Christoph Columbus
- 1923: Der Mann mit der eisernen Maske
- 1923: Erdgeist
- 1923: Alt-Heidelberg
- 1924: Helena (2 Teile)
- 1925: Der Herr Generaldirektor
- 1925: Briefe, die ihn nicht erreichten
- 1926: Wenn das Herz der Jugend spricht
- 1929: Fräulein Else
- 1929: Napoleon auf St. Helena
- 1930: Dreyfus
- 1930: Alraune
- 1930: 1914, die letzten Tage vor dem Weltbrand
- 1931: Gefahren der Liebe
- 1931: Voruntersuchung
- 1931: Zum goldenen Anker
- 1931: Kadetten
- 1933: Ein gewisser Herr Gran
- 1935: Letzte Liebe
- 1938: Les Héros de la Marne
- 1940: Escape
- 1940: Ein Mann mit Phantasie (A Dispatch from Reuters)
- 1940: Der Auslandskorrespondent (Foreign Correspondent)
- 1940: Paul Ehrlich – Ein Leben für die Forschung (Dr. Ehrlich’s Magic Bullet)
- 1940: Knute Rockne, All American
- 1941: Die Frau mit der Narbe (A Woman’s Face)
- 1941: Die Unvollendete (New Wine)
- 1941: Abrechnung in Shanghai (The Shanghai Gesture)
- 1941/45: I Was a Criminal
- 1942: Der unsichtbare Agent (Invisible Agent)
- 1942: Reunion in France
- 1942: Es waren einmal Flitterwochen (Once Upon a Honeymoon)
- 1942: Sabotageauftrag Berlin (Desperate Journey)
- 1942: Der Besessene von Tahiti (The Moon and Sixpence)
- 1943: Good Luck Mr. Yates
- 1943: Madame Curie
- 1944: Als du Abschied nahmst (Since You Went Away)
- 1945: Rhapsodie in Blau (Rhapsody in Blue)
- 1947: Die Privataffären des Bel Ami (The Private Affairs of Bel Ami)
- 1948: Die roten Schuhe (The Red Shoes)

## Theater
- 1907: Gerhart Hauptmann: Kollege Crampton – Regie: ? (Lessingtheater Berlin)[12]
- 1911: Gotthold Ephraim Lessing: Nathan der Weise (Nathan) – Regie: Felix Hollaender (Deutsches Theater Berlin)
- 1913: Gotthold Ephraim Lessing: Emilia Galotti (Marinelli) – Regie: Max Reinhardt (Deutsches Theater Berlin)
- 1915: Henrik Ibsen: Die Wildente – Regie: ? (Lessingtheater Berlin)
- 1927: Friedrich Schiller: Wallensteins Tod – Regie: Max Reitz (Albert-Theater Dresden)
- 1930: Frederick Lonsdale: Sex Appeal – Regie: Robert Forster-Larrinaga (Deutsches Künstlertheater Berlin)
- 1930: Elmer Rice: Die Strasse (Vater) – Regie: Heinz Hilpert (Berliner Theater)
- 1933: Max Alsberg: Konflikt (Anwalt Dr. Bohlen) – Regie: Karlheinz Martin (Theater in der Stresemannstraße Berlin)
- 1933: Hanns Johst: Schlageter (Exzellenz General X.) – Regie: ? (Staatliches Schauspielhaus Berlin)
- 1949: Henrik Ibsen: Gespenster (Pastor Manders) – Regie: ? (Theater am Besenbinderhof Hamburg)
- 1951: Friedrich Schiller: Wilhelm Tell (Attinghausen) – Regie: Boleslaw Barlog (Schiller Theater Berlin)

## Hörspiele
- 1948: Gotthold Ephraim Lessing: Nathan der Weise (Nathan) – Bearbeitung und Regie: Werner Hausmann (Hörspielbearbeitung – SRG Zürich (Schweizerische Radio- und Fernsehgesellschaft))
- 1949: Hans Egon Gerlach: Goethe erzählt sein Leben (35. Teil: Der letzte Geburtstag) – Regie: Mathias Wieman (Hörbild – NWDR Hamburg)
- 1949: Arthur Schnitzler: Stunde des Erkennens. Einakter – Regie: Gerda von Uslar (Hörspielbearbeitung – NWDR Hamburg) Mit Albert Bassermann als Dr. Karl Eckold und Else Bassermann als Klara.
- 1949: Theodor Fontane: Effi Briest (Vater) – Regie: Heinz-Günter Stamm (Hörspielbearbeitung – BR)
- 1950: Gerhart Hauptmann: Michael Kramer (Michael Kramer) – Regie: Otto Kurth (Hörspielbearbeitung – NWDR Hamburg)
- 1960: Egon Monk: Tönende Theatergeschichte. Albert Bassermann erzählt – Regie: Egon Monk (Feature – NDR)